# Trichocolletes marginatus
Trichocolletes marginatus är en biart som först beskrevs av Smith 1879.  Trichocolletes marginatus ingår i släktet Trichocolletes och familjen korttungebin. Inga underarter finns listade i Catalogue of Life.

## Bildgalleri

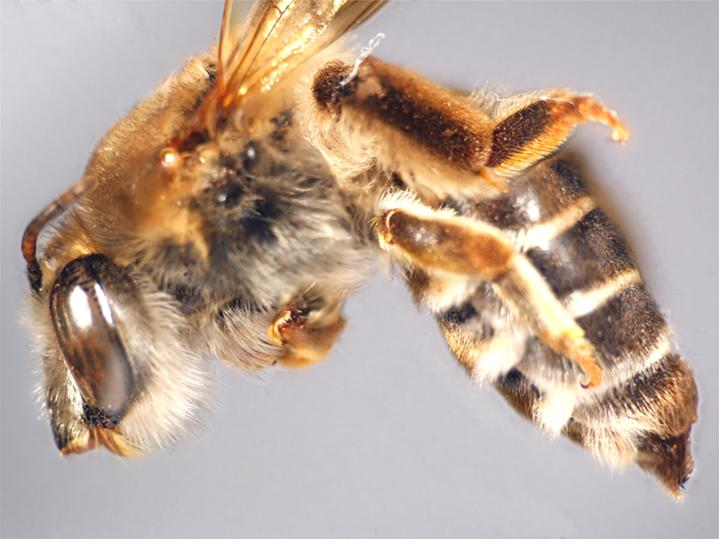
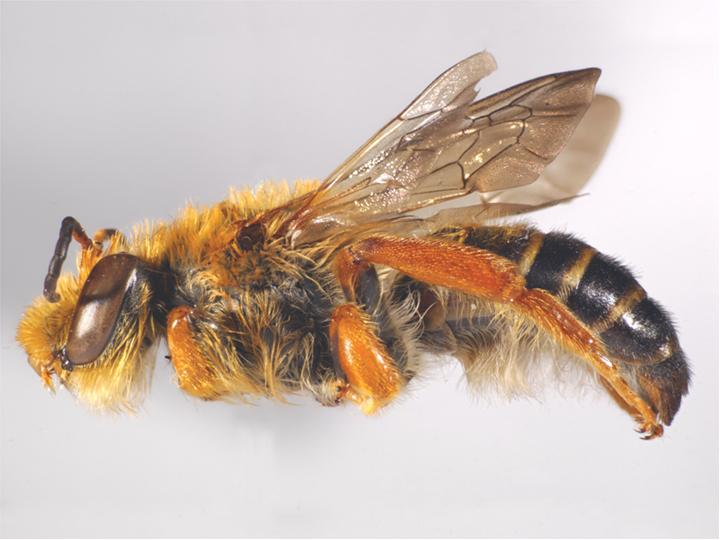